# Illa Herschel
L'illa Herschel (en inuvialuktun: Qikiqtaruk) és una illa del mar de Beaufort que es troba a 2 km de la costa del Yukon al Canadà, de la qual forma part administrativament. És l'única illa gran del Yukon.

## Geografia
Té una superfície de 116 km2, amb 15 km de llarg per 8 d'ample, amb un terreny de tundra que té el seu punt més elevat en els 182 msnm.
L'illa es creà a partir de sediments que foren empesos pel gel Laurentià que baixava per la vall del Mackenzie i es movia cap a l'oest tot seguint la plana costanera fa uns 30.000 anys. No hi ha cap nucli de base rocosa a l'illa, la qual està subjecte a altes taxes d'erosió costanera degut a la naturalesa rica en gel del permafrost subjacent, i als efectes de les gelades i la solifluxió.

## Història
Va ser descoberta el 15 de juliol de 1826 per John Franklin. El 1890 es va establir una base balenera a Pauline Cove i s'estima que fins a 1907 unes 1.500 persones van viure a l'illa, la qual cosa la convertia en la comunitat més gran del Yukon en aquell moment. Tot i que s'havien construït diversos edificis, la majoria dels residents vivien en vaixells baleners. Amb la decadència de la pesca de balenes l'illa va perdre la seva població. Durant la dècada de 1970 l'illa es va convertir en un port segur dels temporal per als vaixells de perforació de petroli. El 1987 marxaren de l'illa els últims residents permanents, tot i que els inuvialuit encara la fan servir de manera estacional per caçar, pescar i com a lloc per acampar mentre viatgen.
L'illa forma part del parc territorial de l'illa Herschel-Qikiqtaruk.